# Laurent Marqueste

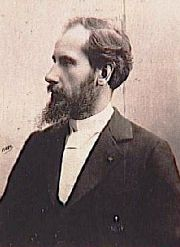
Laurent Marqueste.

Laurent-Honoré Marqueste, född den 12 juni 1848 i Toulouse, död den 5 april 1920 i Paris, var en fransk skulptör. 

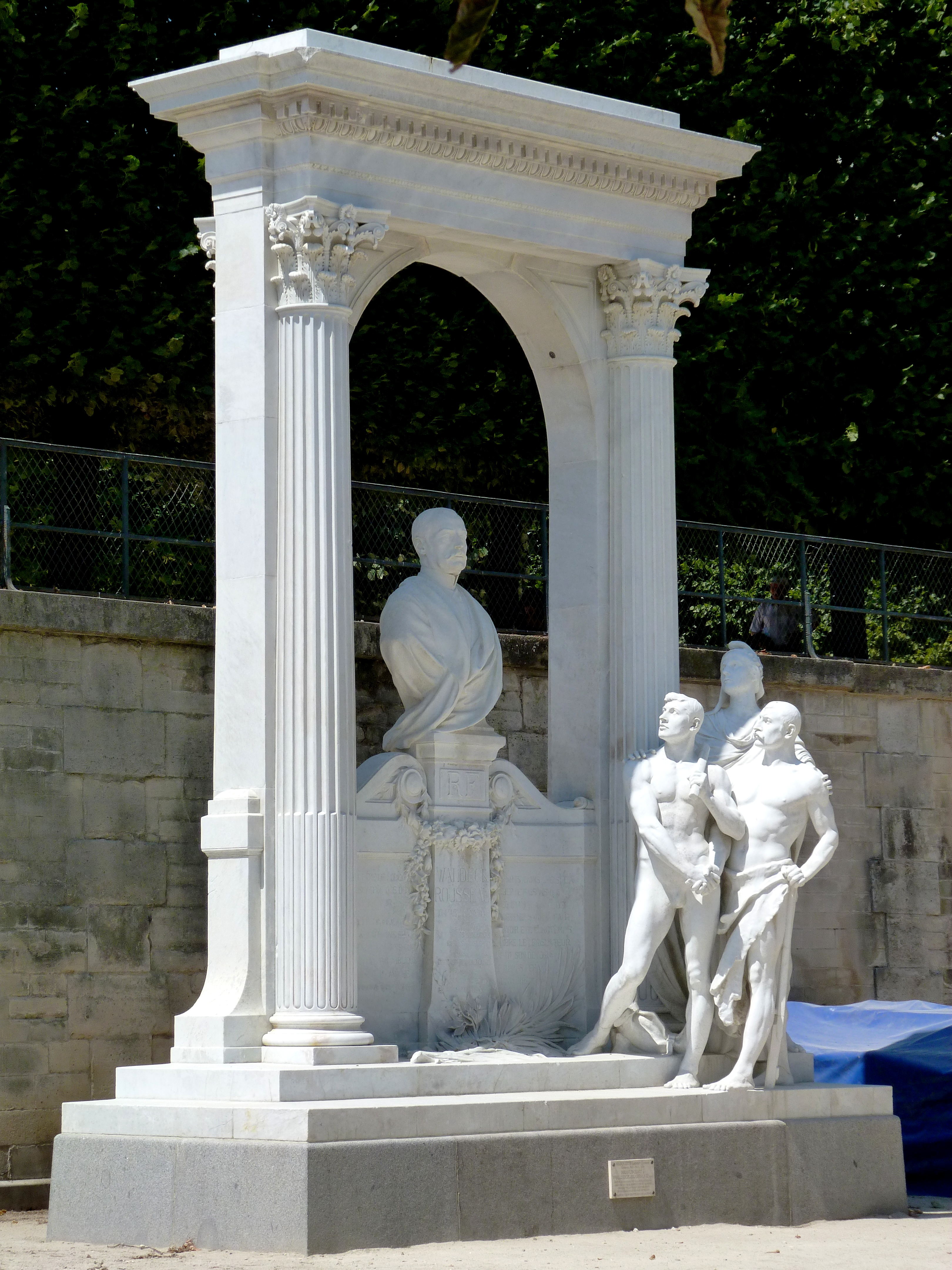
Waldeck-Rousseau monument i Paris.

Marqueste studerade vid École des beaux-arts i Paris, vann Rompriset 1871 och utövade därefter en omfattande verksamhet. Han började med klassiska ämnen: Perseus dödar Medusa (1876), Cupido (1883), Galatea (1884, alla tre i Luxembourgmuseet, exemplar i marmor även i Glyptoteket i Köpenhamn, som dessutom äger Eva, staty, 1889), Nessus (grupp, 1892, Tuileriesträdgården, ett exemplar uppställt utanför Glyptoteket), vidare Étienne Marcels ryttarstaty invid Hôtel de ville, påbörjad av Idrac, fullbordad av Marqueste 1885, Racine (staty i Odéonteatern 1893), monument över Ferdinand Fabre (Luxembourgparken, 1903), Saint-Saëns (sittande staty i teatern i Dieppe, 1907) och Waldeck-Rousseaus monument i Tuileriesträdgården (utställt 1905, avtäckt 1910). Marqueste var medlem av Institutet och professor vid École des beaux-arts.